# Dichroma equestrinaria
Dichroma equestrinaria är en fjärilsart som beskrevs av Achille Guenée 1858. Dichroma equestrinaria ingår i släktet Dichroma och familjen mätare. Inga underarter finns listade i Catalogue of Life.